# Citrus cavaleriei
Citrus cavaleriei là một loài thực vật có hoa trong họ Cửu lý hương. Loài này được H.Lév. ex Cavalerie mô tả khoa học đầu tiên năm 1911.